# Бельведер (Петергоф)
Бельведер (от итал. belvedere, «прекрасный вид») — памятник архитектуры. Расположен в Петергофе, в Луговом парке на Бабигонском холме.

## Внешний вид
Прямоугольное в плане здание стоит на крупном подиуме из гранитных монолитных блоков, прорезанном высокими окнами. Штукатурка подиума сделана в виде чередующихся узких и широких рустов, окрашенных в два тона в шахматном порядке. Углы подчёркнуты каменными коринфскими пилястрами, капители которых сделаны из терракоты.
С востока к главному входу на верхней площадке была сделана двухмаршевая гранитная лестница, по сторонам лестницы стояло шесть мраморных статуй (два гения Славы, Аполлон, Вакх, Венера и Антиной, причём последние четыре были перенесены из Большого зала Таврического дворца). Вход подчёркнут портиками с четырьмя гранитными кариатидами, несущими антаблемент (изначально планировалось сделать их из белого каррарского мрамора). По краю стилобата сделана чугунная решётка с 26 постаментами для мраморных ваз.
С запада здания также есть вход, оформленный гранитным крыльцом и четырьмя постаментами, на которых стоят красногранитные полированные вазы.
Второй этаж здания стилизован под периптер. По периметру стоят 28 ионических колон из серебристо-серого сердобольского гранита с базами из белого гранита, на них расположена антаблемент со сложным профилем и с мраморным архитравом. Между колоннами стоят чугунные узорчатые решётки, на полу крылец и колоннады сделана мозаика.
Крыша здания украшена пальметтами.
По сторонам павильона в 1856 году были установлены на монолитные гранитные постаменты гальванопластические группы П. К. Клодта «Укротители коней». Николай I требовал поставить скульптуры на уровне цоколя; уже после установки постаментов по требованию заказчика Штакеншнейдер пытался отстоять свою идею перед новым царём, Александром II, тот согласился, после чего, обнаружив, что требуются дополнительные затраты на перенос постаментов согласно с исходным проектом архитектора, сделал тому выговор.
Перед портиком стояла бронзовая группа «Охотник, поверженный барсом» Ю. Франца, которую в 1854 году прусский король подарил Николаю I.

## Интерьеры
Большую часть первого этажа занимает Большой зал, отделанный десятью колоннами коринфского ордера из каррарского мрамора с каннелюрами, искусственным мрамором, лепкой, росписью, кессонированным потолком; пол выложен мраморными плитками, по центру сделано украшение разноцветными камнями. В зале использована античная мозаика, изначально приобретённая для Старого Эрмитажа в 1852 году. По сторонам Большого зала расположены кабинет императрицы, камер-юнгферская, кабинет императора и лакейская. Также есть небольшой вестибюль, из которого сделана парадная лестница на второй этаж; ещё в здании сделана винтовая лестница и лифт. На втором этаже расположены зал и комната. Мебель была выполнена по единому проекту «в греческом стиле».

## Предыстория
Местность вокруг дворца изначально была известна как Попова гора (фин. Pappingondo), после того, как земли стали русскими, шведское название было искажено до «Бабий гон», и далее «Бабигон». С первой четверти XVIII века здесь разбили огород, построили теплицы и погреба, 1750—1760-х годах на холме был сад. К 1844 году на Бабигоне стоял деревянный сельский приказной дом, причём во время строительства его сохраняли, пока это было возможно — он был перенесён от нового дворца только в 1857 году.

## История
Дворец Бельведер было решено построить по проекту А. И. Штакеншнейдера, утверждённому в январе 1852 года. По одной из теорий, авторство проекта принадлежит самому Николаю I. Закладка состоялась в августе. Колонны и кариатиды были выполнены в мастерской И. И. Теребенёва.
Существовало несколько вариантов, из каких материалов делать те или иные детали оформления, окончательный выбор был сделан заказчиком.
Вчерновую строительство закончилось в 1854 году, но из-за Крымской войны (помешавшей в срок доставить мраморные колонны для Большого зала из Италии) окончательная отделка была завершена лишь к октябрю 1856 года. Колонны Большого зала были сделаны в мастерской И. Великанова, орнаментальные детали для интерьеров были сделаны из алебастра в 1855 году И. Яишниковым и П. Дылевым. В том же году Д. И. Йенсен выполнил капители для угловых пилястр. Росписи Э. Ланге завершил в июне 1856 года. Под руководством Штакеншнейдера работы вёл Е. Кинтергальтер.
Сад и перголы перед Бельведером были созданы П. И. Эрлером. Долгое время автором планировки сада считали П. В. Панадифина, но позднее было документально подтверждено, что изначально обнаруженный план его авторства копирует более ранний проект Штакеншнейдера. Подрядчиком выступал Аркадий Горбунов. Основой сада послужил сад, ранее существовавший при стоявшем на месте Бельведера доме.
После 1917 года дворец стал домом отдыха, сначала — «здравницей Академии художеств». С 1927 года рядом со зданием проходили военные манёвры ленинградских профсоюзов, учившихся вышибать противников с высоты; в отчётах отмечалось, что бронзовые скульптуры были прострелены тренирующимися. Мраморные скульптуры, украшавшие Бельведер, были перенесены: «Венера Медицейская» — на Большой каскад Петергофа (по другим данным, каскад украшает другая копия, а копия из Бельведера стоит на «Шахматной горе»), «Антиной» и «Аполлино» — на площадь перед «Шахматной горой», «Вакх» сначала стоял на Марлинском участке, потом — у западного Вольера, вазы были перенесены к Ольгину павильону.
«Охотник, поверженный барсом» покинул свое место до войны, возможно, оказался утрачен до войны. Во время войны сад был частично уничтожен, здание Бельведера повреждено (в нём был обустроен склад боеприпасов), скульптуры Клодта похищены. После реставрации в 1953—1956 годах по проекту Д. В. Красовского в здании снова был сделан дом отдыха.